# Аволаска
Аволаска (итал. Avolasca) — коммуна в Италии, располагается в регионе Пьемонт, в провинции Алессандрия.
Население составляет 287 человек (2008 г.), плотность населения составляет 23 чел./км². Занимает площадь 12 км². Почтовый индекс — 15050. Телефонный код — 0131.
Покровителем коммуны почитается святитель Николай Мирликийский, празднование 6 декабря.

## Демография
Динамика населения:

## Администрация коммуны
- Официальный сайт: